# Campeonato Paraense
Het Campeonato Paraense is het staatskampioenschap voetbal van de Braziliaanse deelstaat Pará, georganiseerd door de voetbalbond van Pará. Door de dertiende plaats op de CBF-Ranking, één plaats lager dan in 2019, mag de staat twee ploegen leveren voor de nationale Série D, tot 2015 was dit nog maar één ploeg. Welke ploegen wordt bepaald door de statelijke bond. In principe zijn dit de best presterende ploegen, die niet al in hogere reeksen spelen. Net als bij staatskampioenschappen in Brazilië, verandert ook de competitieopzet van het federale district regelmatig. De competitie werd vanaf het begin gedomineerd door clubs uit de hoofdstad Belém. Pas in 2011 kon voor het eerst een club uit een andere stad de titel winnen.

## Geschiedenis
Pará was na de staten São Paulo, Bahia en de stad Rio de Janeiro de vierde staat van Brazilië om een eigen competitie te hebben. De competitie werd in 1908 voor het eerst georganiseerd en werd door vier teams bestreden en gewonnen door União Sportiva. Naast deze club namen ook Belém Foot-Ball Club, Sport Club do Pará en Sporting Foot-Ball Club deel aan de competitie. Buiten de kampioen verdwenen deze clubs dat jaar waardoor er in 1909 geen competitie gespeeld werd. In 1910 waren er weer nieuwe clubs en kon União Sportiva ook de tweede titel winnen. De volgende twee jaar werd er opnieuw geen competitie gespeeld. Vanaf 1913 werd er wel jaarlijks een competitie op touw gezet. Remo werd nu kampioen en zou ook de volgende jaren de competitie domineren. In 1914 werd topclub Paysandu opgericht en op 14 juni van dat jaar werd de eerste van vele derby's gespeeld tegen de latere aartsrivaal Remo. De derby tussen beide clubs wordt ook wel Clássico Rei da Amazônia of Re-Pa genoemd. In 1917 werd de Liga Paraense de Foot-Ball vervangen door de Liga Paraense de Esportes Terrestres. In 1920 doorbrak Paysandu de hegemonie van Remo, dat de vorige zeven titels gewonnen had. Tot op heden kon geen enkele andere club zeven titels op rij winnen. In 1937 werd Tuna Luso voor het eerst kampioen.
In 1945 werd de amateurcompetitie geprofessionaliseerd, een mijlpaal in de voetbalgeschiedenis van de staat. In 1960 speelde voor het eerst een team van buiten Belém in de competitie. Vanaf 2000 konden teams van buiten Belém ook echt goede resultaten behalen, zo werden Castanhal en Anandindeua vicekampioen. In 2011 kon Independente dan als eerste ook effectief de staatstitel winnen. Een jaar later deed Cametá hetzelfde.

## Nationaal niveau
Bij de invoering van de eerste nationale competitie, de Taça Brasil in 1959 mocht de staat elk jaar de kampioen sturen. Paysandu nam zeven keer deel, Remo drie keer en Tuna Luso één keer. Bij het rivaliserende kampioenschap, Torneio Roberto Gomes Pedrosa (1967-1970), waaraan meerdere clubs uit de sterkere competities mochten deelnemen was er geen plaats voor de clubs uit Pará. Bij de start van de Série A was de staat er ook niet bij, Van 1972 tot 1986 had de club elk jaar enkele rechtstreekse deelnemers. De drie voornoemde clubs speelden afwisselend in de Série A. Nadat de staat geen rechtstreeks ticket meer had voor de Série A kon Remo enkel nog in 1993 en 1994 in de Série A spelen, Paysandu nog van 1992 tot 1995 en 2002 tot 2005.
De drie topclubs speelden wel vele seizoenen in de Série B, alsook Sport Belém dat er twee seizoenen speelde. Remo speelde er 21 seizoenen, de laatste keer in 2007, Paysandu achttien en Tuna Luso veertien seizoenen, de laatste keer in 2001. Paysandu degradeerde in 2018. In 2020 promoveerde Remo weer.
Met tien seizoenen is Águia de Marabá koploper in de Série C voor de staat en speelde er onafgebroken van 2008 tot 2015. Na de invoering van de Série D in 2009, werd het opzet van de Série C nu dat van de Série D waardoor de staat elk jaar één deelnemer mag afleveren. Buiten Águia de Marabá konden Paysandu en São Raimundo promoveren. Remo, dat slechts twee seizoenen in de Série C speelde slaagde er in 2015 in om hier weer terug naar de promoveren.

## Overzicht
- 1908  União Sportiva
- 1910  União Sportiva
- 1913  Remo
- 1914  Remo
- 1915  Remo
- 1916  Remo
- 1917  Remo
- 1918  Remo
- 1919  Remo
- 1920  Paysandu
- 1921  Paysandu
- 1922  Paysandu
- 1923  Paysandu
- 1924  Remo
- 1925  Remo
- 1926  Remo
- 1927  Paysandu
- 1928  Paysandu
- 1929  Paysandu
- 1930  Remo
- 1931  Paysandu
- 1932  Paysandu
- 1933  Remo
- 1934  Paysandu
- 1936  Remo
- 1937  Tuna Luso
- 1938  Tuna Luso
- 1939  Paysandu
- 1940  Remo
- 1941  Tuna Luso
- 1942  Paysandu
- 1943  Paysandu
- 1944  Paysandu
- 1945  Paysandu
- 1947  Paysandu
- 1948  Tuna Luso
- 1949  Remo
- 1950  Remo
- 1951  Tuna Luso
- 1952  Remo
- 1953  Remo
- 1954  Remo
- 1955  Tuna Luso
- 1956  Paysandu
- 1957  Paysandu
- 1958  Tuna Luso
- 1959  Paysandu
- 1960  Remo
- 1961  Paysandu
- 1962  Paysandu
- 1963  Paysandu
- 1964  Remo
- 1965  Paysandu
- 1966  Paysandu
- 1967  Paysandu
- 1968  Remo
- 1969  Paysandu
- 1970  Tuna Luso
- 1971  Paysandu
- 1972  Paysandu
- 1973  Remo
- 1974  Remo
- 1975  Remo
- 1976  Paysandu
- 1977  Remo
- 1978  Remo
- 1979  Remo
- 1980  Paysandu
- 1981  Paysandu
- 1982  Paysandu
- 1983  Tuna Luso
- 1984  Paysandu
- 1985  Paysandu
- 1986  Remo
- 1987  Paysandu
- 1988  Tuna Luso
- 1989  Remo
- 1990  Remo
- 1991  Remo
- 1992  Paysandu
- 1993  Remo
- 1994  Remo
- 1995  Remo
- 1996  Remo
- 1997  Remo
- 1998  Paysandu
- 1999  Remo
- 2000  Paysandu
- 2001  Paysandu
- 2002  Paysandu
- 2003  Remo
- 2004  Remo
- 2005  Paysandu
- 2006  Paysandu
- 2007  Remo
- 2008  Remo
- 2009  Paysandu
- 2010  Paysandu
- 2011  Independente
- 2012  Cametá
- 2013  Paysandu
- 2014  Remo
- 2015  Remo
- 2016  Paysandu
- 2017  Paysandu
- 2018  Remo
- 2019  Remo
- 2020  Paysandu
- 2021  Paysandu
- 2022  Remo
- 2023  Águia de Marabá
- 2024  Paysandu
- 2025  Remo

## Titels per club
| Club            | Stad    | Titels | Seizoenen |
| --------------- | ------- | ------ | --- |
| Paysandu        | Belém   | 50     | (1920, 1921, 1922, 1923, 1927, 1928, 1929, 1931, 1932, 1934, 1939, 1942, 1943, 1944, 1945, 1947, 1956, 1957, 1959, 1961, 1962, 1963, 1965, 1966, 1967, 1969, 1971, 1972, 1976, 1980, 1981, 1982, 1984, 1985, 1987, 1992, 1998, 2000, 2001, 2002, 2005, 2006, 2009, 2010, 2013, 2016, 2017, 2020, 2021, 2024) |
| Remo            | Belém   | 48     | (1913, 1914, 1915, 1916, 1917, 1918, 1919, 1924, 1925, 1926, 1930 ,1933, 1936, 1940, 1949, 1950, 1952, 1953, 1954, 1960, 1964, 1968, 1973, 1974, 1975, 1977, 1978, 1979, 1986, 1989, 1990, 1991, 1993, 1994, 1995, 1996, 1997, 1999, 2003, 2004, 2007, 2008, 2014, 2015, 2018, 2019, 2022, 2025)             |
| Tuna Luso       | Belém   | 10     | (1937, 1938, 1941, 1948, 1951, 1955, 1958, 1970, 1983, 1988) |
| União Sportiva  | Belém   | 2      | (1908, 1910) |
| Independente    | Tucuruí | 1      | (2011) |
| Cametá          | Cametá  | 1      | (2012) |
| Águia de Marabá | Marabá  | 1      | (2023) |

## Eeuwige ranglijst
Vetgedrukt de clubs die in 2025 in de hoogste klasse spelen.
| Club               | Stad                 | /113 | Periode (1908, 1910, 1913-1934, 1936-1945, 1947-2025)                       |
| ------------------ | -------------------- | ---- | --------------------------------------------------------------------------- |
| Paysandu           | Belém                | 109  | 1914-1915, 1917-1934, 1936-1945, 1947-                                      |
| Remo               | Belém                | 109  | 1913-1931, 1933-1934, 1936, 1938-1945, 1947-                                |
| Tuna Luso          | Belém                | 86   | 1933-1934, 1936-1945, 1947-2015, 2021-                                      |
| Sport Belém        | Belém                | 43   | 1968-1992, 1994-2007, 2009-2012                                             |
| Tiradentes         | Belém                | 33   | 1974-1997, 2000-2004, 2006-2009                                             |
| União Sportiva     | Belém                | 32   | 1908, 1910, 1913-1931, 1933-1934, 1936-1941, 1963-1963                      |
| Castanhal          | Castanhal            | 30   | 1975-1977, 1998-2015, 2017-                                                 |
| Júlio César        | Belém                | 30   | 1929-1930, 1933-1934, 1936-1941, 1946-1947, 1958-1967, 1969-1974, 1976-1977 |
| Águia de Marabá    | Marabá               | 27   | 1999-                                                                       |
| Bragantino         | Bragança             | 27   | 1993-1999, 2001-2010, 2012, 2015, 2018-                                     |
| Pinheirense        | Belém                | 24   | 1955-1959, 1981-1985, 1987-1997, 2008-2009, 2017                            |
| Combatentes        | Belém                | 23   | 1951-1973                                                                   |
| São Raimundo       | Santarém             | 21   | 1998-2000, 2002-2019                                                        |
| Independente       | Tucuruí              | 21   | 1987-1991, 2005, 2010-2023, 2025-                                           |
| Santa Rosa         | Belém                | 20   | 1983-1993, 1997-2001, 2010-2011, 2024-                                      |
| Nacional           | Belém                | 18   | 1910, 1913-1924, 1932, 1937-1940                                            |
| Brazil Sport       | Belém                | 17   | 1914-1928, 1933-1934                                                        |
| Liberato de Castro | Belém                | 16   | 1960-1967, 1973-1980                                                        |
| Izabelense         | Santa Isabel do Pará | 16   | 1980-1993, 2006, 2015                                                       |
| São Francisco      | Santarém             | 14   | 1998-2001, 2012-2017, 2019, 2023-                                           |
| Ananindeua         | Ananindeua           | 13   | 1997, 1999, 2002-2012                                                       |
| Carajás            | Belém                | 12   | 2000-2005, 2009-2011, 2014, 2020-2021                                       |
| Vênus              | Abaetetuba           | 12   | 1998-2008, 2015                                                             |
| Guarany            | Belém                | 12   | 1910, 1913-1916, 1921-1926, 1932                                            |
| Cametá             | Cametá               | 12   | 2010-2018, 2023-                                                            |
| Pedreira           | Belém                | 11   | 1995-1996, 2001-2009                                                        |
| Paragominas        | Paragominas          | 10   | 2013-2022                                                                   |
| Transviário        | Belém                | 9    | 1938-1945, 1947                                                             |
| Luso Brasileiro    | Belém                | 9    | 1918-1921, 1929-1932, 1936                                                  |
| Sacramenta         | Belém                | 9    | 1961-1962, 1968-1971, 1974, 1976-1977                                       |
| Vila Rica          | Belém                | 8    | 1996, 2002-2004, 2007-2010                                                  |
| Beneficente Avante | Salvaterra           | 8    | 1960-1967                                                                   |
| Tapajós            | Santarém             | 8    | 2015-2016, 2019-2024                                                        |
| Auto Clube         | Belém                | 7    | 1948-1954                                                                   |
| Sporting           | Belém                | 7    | 1970-1976                                                                   |
| Parauapebas        | Parauapebas          | 7    | 2011-2016, 2018                                                             |
| Abaeté             | Abaetetuba           | 6    | 2005-2008, 2011-2012                                                        |
| Caeté              | Bragança             | 4    | 2022-                                                                       |
| Marco              | Belém                | 4    | 1938-1941                                                                   |
| Paulista           | Belém                | 4    | 1948-1951                                                                   |
| Armazenador        | Belém                | 4    | 1954-1957                                                                   |
| Belenenses         | Belém                | 4    | 1958-1961                                                                   |
| Itupiranga         | Itupiranga           | 4    | 2020-2023                                                                   |
| Gavião Kyikatejé   | Marabá               | 3    | 2014-2015, 2021                                                             |
| Marituba           | Marituba             | 3    | 1992-1994                                                                   |
| Belém Sport        | Belém                | 3    | 1908, 1910, 1913                                                            |
| Maguary            | Belém                | 3    | 1925-1927                                                                   |
| Yamada             | Belém                | 3    | 1960-1961, 1987                                                             |
| Abaetetubense      | Abaetetuba           | 2    | 1977-1978                                                                   |
| Recreativa         | Belém                | 2    | 1920, 1932                                                                  |
| Belém Club         | Belém                | 2    | 1908, 1910                                                                  |
| Aliança            | Belém                | 2    | 1914, 1916                                                                  |
| Elo Marítimo       | Belém                | 2    | 1989-1990                                                                   |
| Santarém           | Santarém             | 2    | 1976-1977                                                                   |
| Santa Cruz         | Salinópolis          | 2    | 2013-2014                                                                   |
| Amazônia           | Santarém             | 1    | 2022                                                                        |
| Vila Nova          | Castanhal            | 1    | 1989                                                                        |
| Paramouth          | Belém                | 1    | 1931                                                                        |
| Floriano           | Belém                | 1    | 1932                                                                        |
| Itália             | Belém                | 1    | 1932                                                                        |
| Belém FBC          | Belém                | 1    | 1908                                                                        |
| Pará Club          | Belém                | 1    | 1908                                                                        |
| Sporting FBC       | Belém                | 1    | 1908                                                                        |
| Royal              | Belém                | 1    | 1910                                                                        |
| Internacional FBC  | Belém                | 1    | 1913                                                                        |
| Norte Club         | Belém                | 1    | 1913                                                                        |
| Ypiranga           | Belém                | 1    | 1914                                                                        |
| Fênix              | Belém                | 1    | 1917                                                                        |
| Yole               | Belém                | 1    | 1918                                                                        |
| Independência      | Belém                | 1    | 1925                                                                        |
| Amazônia           | Belém                | 1    | 1927                                                                        |
| Comercial          | Belém                | 1    | 1977                                                                        |
| Marabá             | Marabá               | 1    | 1976                                                                        |
| Altamira           | Altamira             | 1    | 1977                                                                        |
| Internacional      | Alenquer             | 1    | 1977                                                                        |
| Canaã              | Canaã dos Carajás    | 1    | 2024                                                                        |
| Capitão Poço       | Capitão Poço         | 1    | 2025-                                                                       |

1908 · 1909 · 1910 · 1911 · 1912 · 1913 · 1914 · 1915 · 1916 · 1917 · 1918 · 1919 · 1920 · 1921 · 1922 · 1923 · 1924 · 1925 · 1926 · 1927 · 1928 · 1929 · 1930 · 1931 · 1932 · 1933 · 1934 · 1935 · 1936 · 1937 · 1938 · 1939 · 1940 · 1941 · 1942 · 1943 · 1944 · 1945 · 1946 · 1947 · 1948 · 1949 · 1950 · 1951 · 1952 · 1953 · 1954 · 1955 · 1956 · 1957 · 1958 · 1959 · 1960 · 1961 · 1962 · 1963 · 1964 · 1965 · 1966 · 1967 · 1968 · 1969 · 1970 · 1971 · 1972 · 1973 · 1974 · 1975 · 1976 · 1977 · 1978 · 1979 · 1980 · 1981 · 1982 · 1983 · 1984 · 1985 · 1986 · 1987 · 1988 · 1989 · 1990 · 1991 · 1992 · 1993 · 1994 · 1995 · 1996 · 1997 · 1998 · 1999 · 2000 · 2001 · 2002 · 2003 · 2004 · 2005 · 2006 · 2007 · 2008 · 2009 · 2010 · 2011 · 2012 · 2013 · 2014 · 2015 · 2016 · 2017 · 2018 · 2019 · 2020 · 2021 · 2022 · 2023 · 2024 · 2025